# Amaranthus soproniensis
Amaranthus soproniensis är en amarantväxtart som beskrevs av Szaniszló Priszter och Kárpáti. Amaranthus soproniensis ingår i släktet amaranter, och familjen amarantväxter. Inga underarter finns listade i Catalogue of Life.